# Helen McCloy
Helen McCloy (New York, 6 giugno 1904 – Boston, 1º dicembre 1994) è stata una giornalista, scrittrice e critica d'arte statunitense.
La McCloy fu corrispondente dall'Europa per numerosi quotidiani e riviste statunitensi. È da molti considerata la più grande scrittrice statunitense di gialli. Fu la prima donna a essere eletta presidente dei Mystery Writers of Americae vinse un Premio Edgar per la sua attività di critico nel 1990 e nel 1980 vinse il Premio Nero Wolfe con Burn This. 
Pubblicò il suo primo giallo, Dance of Death, nel 1938. È del 1950, invece, quello che è ritenuto il suo capolavoro, Through a Glass, Darkly (Come in uno specchio, noto in Italia anche con il titolo Lo specchio del male), un rompicapo soprannaturale nella tradizione di John Dickson Carr. In esso, come in altri dodici romanzi e alcuni racconti, appare il personaggio del dottor Basil Willing. 
McCloy fu a lungo sposata con lo scrittore di gialli Brett Halliday. Morì all'età di novant'anni a Boston, dove aveva fondato nel 1971 una succursale dei Mystery Writers of America.

## Opere

### Serie con il Dottor Basil Willing
- Dance of Death (1938)
- The Man in the Moonlight (1940)
- The Deadly Truth (1941)
- Who's Calling (1942)
- Cue for Murder (1942)
  - Omicidio a scena aperta, I Classici del Giallo Mondadori n. 1137, 2006[2]
- The Goblin Market (1943)
- The One That Got Away (1945)
- Through a Glass Darkly (1950)
  - Lo specchio del male, I Classici del Giallo Mondadori n. 829, 1998[2]
  - Come in uno specchio, I Bassotti n. 38, edito da Polillo Editore, 2006[2]
- Alias Basil Willing (1951)
  - Alias Basil Willing, I Classici del Giallo Mondadori n. 906, 2001[2]
- The Long Body (1955)
- Two-Thirds of a Ghost (1956)
- Mr. Splitfoot (1968)
  - La stanza del silenzio, Il Giallo Mondadori n. 2540, 1997[2]
  - La stanza del silenzio, in: Delitti dall'aldilà, Gli Speciali del Giallo Mondadori n.60, 2010[2]

- Burn This (1980)
- The Pleasant Assassin and Other Cases of Dr. Basil Willing (racconti) (2003)

### Altre opere
- Do Not Disturb (1943)
- Panic (1944)
  - Panico, I Bassotti n. 79, 2010[2]
- She Walks Alone (1948)
- Better Off Dead (1951)
- Unfinished Crime (1954)
- The Slayer and the Slain (1957)
- Before I Die (1963)
- The Singing Diamonds and Other Stories (racconti) (1965)
- The Further Side of Fear (1967)
- A Question of Time (1971)
  - Una questione di tempo, I libri pocket Longanesi n. 539, 1975[2]
- A Change of Heart (1973)
- The Sleepwalker (1974)
- Minotaur Country (1975)
- The Changeling Conspiracy (1976)
- The Impostor (1977)
- The Smoking Mirror (1979)

### Scritte come Helen Clarkson
- The Last Day (1959)